# 佐藤愛子 (作家)
佐藤 愛子（さとう あいこ、1923年（大正12年）11月5日 - ）は、日本の小説家。大阪市生まれ、西宮市育ち。小説家・佐藤紅緑と女優・三笠万里子の次女として出生。異母兄に詩人・サトウハチローと脚本家・劇作家の大垣肇。甲南高等女学校（現 甲南女子高等学校）卒業。
父親と同様「憤怒の作家」と言われ、社会を鋭く批判する姿勢から「男性評論家」と呼ばれていた。

## 経歴

### 出生から最初の結婚まで
1923年11月5日（戸籍上は11月25日）、佐藤洽六（筆名 ・佐藤紅緑）とシナ（元女優の三笠万里子）の次女として、大阪市住吉区帝塚山で出生した。父親は先妻のはるを棄て、シナと再婚していた。1925年に「私の故郷」と呼ぶ兵庫県武庫郡鳴尾村（現西宮市）に転居。小学校時代は大衆小説の大家である父親に送られてくる雑誌の恋愛小説を読みふけっており、算術は苦手であったという。1936年4月、神戸の甲南高等女学校に入学。スポーツや演劇でクラスの人気者になる。女学校卒業後に太平洋戦争が勃発したため、防火演習や防空壕掘りなどをして、花嫁修業はせず、無為な青春時代を過ごす。
1943年12月、最初の夫となる森川弘と見合結婚し、長野県伊那市で暮らす。夫は陸軍航空本部勤務であり、飛行場設営隊の主計将校として陸軍伊那飛行場へ赴任。同地で約5か月の新婚生活をおくる。翌年11月、静岡県静岡市清水区の興津に疎開中の佐藤紅緑と三笠万里子の隠居用の邸で長男を出産。その後夫の実家のある大井町（岐阜県恵那市の旧大井町）で敗戦を迎えた。なお、この年に次兄が広島で被爆死、三兄がフィリピンで戦死している。復員した夫、長男とともに千葉県東葛飾郡田中村（現柏市）で帰農生活に入る。1947年に長女を出産。
夫は軍隊で原因不明の激しい腹痛に悩まされ、軍医に鎮痛剤としてモルヒネを打たれていた。そのために夫はモルヒネ中毒にかかっていた。モルヒネ中毒は戦後も治癒せず、それが原因で夫と別居することになる。

### 文学活動開始
両親への手紙に記載された田中村の生活（嫁ぎ先の愚痴など）を読んだ父親に「面白い。嫁になどやらずに作家にすればよかった」と褒められていた。実家に出戻ってきた際に上記を思い出した母に作家になることを勧められ、父の友人であった加藤武雄に師事した。1950年に同人雑誌「文藝首都」に参加。同人仲間に北杜夫、田畑麦彦、なだいなだらがいた。同誌に処女作『青い果実』が発表され、同作で文藝首都賞を受賞した。1951年 に『宇津木氏の手記』、1952年に『冷焔』、1954年に『埋もれた土地』を発表。当時は同人仲間とよく街を歩きまわっていたという。
なお、1949年に父親の佐藤紅緑と、1951年 に夫の森川弘と死別している。森川との間に生まれた子供は婚家の両親が引き取った。

### 2度目の結婚と直木賞受賞
1953年に母親との衝突がきっかけで長野県の伊那谷の鉱泉に約一カ月滞在。同人仲間の田畑麦彦が訪れ、関西地方まで共に旅行をしたことで親しくなる。実家からの自立を目指して聖路加国際病院で庶務課員、病院ハウスキーパーとして働き始めるが、1955年に退職（作家以外の仕事に就いたのは、後にも先にもこのときだけであった）。1956年に田畑麦彦と再婚し一女を設ける。田畑と暮らしていた渋谷区初台の家を売却。さらに、母親の世田谷区上馬の家も売却し、世田谷区太子堂で、母親と同居を開始。新居は文学仲間のサロンとなった。1957年に田畑、川上宗薫らと同人誌「半世界」を創刊した。1960年『文學界』に掲載された『冬館』で文壇に認められる。1962年には自伝的小説『愛子』を刊行。 1963年度の上半期は『ソクラテスの妻』で、下半期は『二人の女』で芥川賞候補となった。『ソクラテスの妻』の執筆をきっかけにエッセイを依頼され、以後はエッセイの注文も増えた。 
田畑麦彦は 第1回文藝賞を受賞した小説家であったが、結婚後は事業に力を入れるようになっていった。田畑の父親は実業家の篠原三千郎で、東京急行電鉄の創業者・五島慶太の右腕であった縁で同社の社長を務めたこともある。佐藤は田畑とともに産業教育教材販売会社「日本ソノサービスセンター」を設立し、事業はいっときは軌道に乗ったが、田畑の「特殊な金銭感覚」が禍し、1967年12月に倒産した。夫婦は大きな借金を背負うこととなり、債権者に追われ、原稿料が会社の債務返済に消えていく日々が続いた。佐藤は借金返済のために多数のジュニア小説を執筆した。1968年1月、「きみを借金から身を守るために偽装離婚しよう」「借金の火の粉が妻に降りかからないための偽装離婚」という夫の説得を受け入れ離婚に至る。しかし、佐藤は借金を肩代わりし、返済のため御意見番としてワイドショーに出演したり講演をしたりと忙しく働き続けた。なお、田畑は銀座で飲食店を経営する女性と密かに入籍していた。 
1969年、45歳の時に、借金返済で東奔西走した経験をモチーフとした短編小説『戦いすんで日が暮れて』 が直木賞を受賞する。 

### 旺盛な作家活動
1979年4月、『幸福の絵』を刊行し、女流文学賞を受賞。1989年7月より、自身のルーツである佐藤家をモチーフとした『血脈』を別冊文藝春秋に連載開始。父・佐藤紅緑、異母兄・サトウハチローなど佐藤家の子孫たちに伝わる「荒ぶる血」が引き起こす破滅的な人生を描いた群像劇・大河小説である。『血脈』は佐藤のライフワークとなり、十数年かけて完成された。2000年、『血脈』で菊池寛賞を受賞。高齢となっても執筆意欲は旺盛であり、2014年には91歳で作家人生最後の作品と位置付けた長編小説『晩鐘』を刊行し、紫式部文学賞を受賞。この小説は元夫の田畑をモデルにしたものであった。
小説のほかにも、身の回りの人物や事件をユーモラスに描いたエッセイを多数執筆しており、「娘と私」シリーズ等が知られている。中でも娘・響子と共に、タイ、インド、エジプト、ギリシア、イタリア、イギリスへ23日間外国旅行した経験を記した『娘と私のアホ旅行』が著名である。佐藤のエッセイストとしての一面を評価した堀川とんこうは、随筆春秋（堀川の実母堀川としが1993年に創設したエッセイを専門とする純文学の同人誌）の"指導者"を佐藤に依頼し、引き受けた。2020年には自身の希望により随筆春秋誌上に佐藤愛子奨励賞が新設され、唯一の審査員を務めている。その後も『九十八歳。戦いやまず日は暮れず』（2021年）などのエッセイを発表している。2023年には『九十歳。何がめでたい』の映画化が公表された。
2017年4月に旭日小綬章を受章した。

## 略年譜
- 1923年 - 佐藤紅緑とシナの次女として、大阪市住吉区帝塚山で出生。
- 1925年 - 兵庫県武庫郡鳴尾村（現西宮市）に転居。
- 1936年 - 甲南高等女学校に入学。
- 1941年 - 甲南高等女学校卒業。
- 1943年 - 森川弘と見合結婚。
- 1944年 - 長男を出産。
- 1947年 - 長女を出産。
- 1950年 - 同人雑誌『文藝首都』に参加。同誌に処女作『青い果実』が発表され、同作で文藝首都賞受賞。

- 1951年 - 同人雑誌『西風の街』6月号に『宇津木氏の手記』を発表。
- 1952年 - 『冷焔』を発表。
- 1954年 - 『三田文学』に『埋もれた土地』を発表。
- 1956年 - 田畑麦彦（本名：篠原省三）と2度目の結婚。
- 1957年 - 田畑、川上宗薫らと同人誌「半世界」を創刊。
- 1960年 - 3月、田畑との間に響子を出産。母との共同出資で自宅を新築。
- 1962年 - 最初の著作『愛子』を刊行。
- 1963年 - 上半期『ソクラテスの妻』で芥川賞候補[24]。連続して下半期『二人の女』で芥川賞候補。
- 1964年 - 上半期『加納大尉夫人』で直木賞候補。
- 1967年 - 12月、夫・田畑の会社が倒産。
- 1968年 - 1月、夫・田畑麦彦と離婚。
- 1969年 - 『戦いすんで日が暮れて』で直木賞を受賞。
- 1979年 - 『幸福の絵』（新潮社）で女流文学賞を受賞。
- 1989年 - 『血脈』を「別冊文藝春秋」に連載開始。
- 2014年 - 自身の最後の長編小説と称する『晩鐘』を刊行[19]。
- 2017年 - 旭日小綬章受章[23]。
- 2000年 - 『血脈』で菊池寛賞受賞。
- 2020年 - 同人誌 随筆春秋で佐藤愛子奨励賞が新設。
- 2023年 ‐ 11月5日、満100歳の誕生日を迎える。

## 逸話
- 借金に追われながら受賞した直木賞に関しては「ちょっと待った」と感じており[25]、受賞の電話に対して「やむを得ません」と言いかけるほどであった[9]。
- 北原武夫（宇野千代の夫）に師事していたことがある。門人には川上宗薫もおり、佐藤とは異性の親友となった[26]。川上は「人の家の飯ほど美味いものはない」と言ってよく佐藤の家にご飯だけを食べにきていた[9]。
- 北杜夫との交友関係が知られている。初対面で「えらいお父様を持たれたお気持ちはどんなものですか？」と聞かれた。のちに北が斎藤茂吉の子息であることを知り悔しく思った。北の『楡家の人びと』の構想を聞いていつかは自分の実家をテーマにした作品を書こうと考えており、そこから『血脈』が生まれた[9]。
- 遠藤周作は、エッセイの中で、「灘中学校時代、通学電車（阪急電鉄）で乗り合わせた彼女（佐藤）は我々のマドンナ的な存在だった」と記述している。後年、これは悪戯好きの遠藤の作り話だったことが佐藤の筆により明らかにされた[27]。
- 美人作家の家に白昼強盗が入る事件が続いた際、遠藤周作や北杜夫に「まだ来ないかねえ。美人じゃないってことかねえ。泥棒にも見捨てられたか」と揶揄われていた。自宅に強盗が入って「作家の佐藤愛子さん宅に白昼強盗」とニュースになった際には電話で北杜夫に「おめでとうございます」と言われた[28]。
- 1975年[29]、北海道の浦河町に建てた別荘で、ラップ現象やポルターガイスト現象と呼ばれる心霊現象に悩まされた。何人もの霊能者に相談し、約20年かかって（ほぼ）解決した[30]。
- 堀川とんこうはTBS時代、『安ベエの海』（1969年）、『愛子』（1973年）という佐藤愛子原作のテレビドラマと関わった。『愛子』は佐藤の自伝的小説であり、堀川は佐藤の自宅を時々訪れて取材を行っていた[31]。
- 随筆春秋が創刊されてまもなく堀川とし（堀川とんこうの実母で随筆春秋の創設者）は佐藤の自宅に押しかけ、「随筆春秋の指導者になってくれないか」と応接間で機関銃のようにまくし立てた。佐藤は気おされて承諾したが、「どうしてそんなことになったのか今もって分からない」と自身のエッセイに記載している。また、堀川とんこうの妻である高木凛も随筆春秋と佐藤とを結びつけるべく内助の功を尽くしていた[20]。
- 私生活ではメス犬のチビや迷い犬のタロを飼うなど、愛犬家としての一面も知られる[11]。
- 最初の夫・森川弘の実家は岐阜県恵那市（旧大井町）で病院を営んでいた。森川との間に設けた長男が実家の病院（森川クリニックHP）を継いでいる。
- 田畑との間に設けた娘の響子（後の杉山響子）はジュエリーデザイナー杉山弘幸と結婚している。
- 孫の杉山桃子は佐藤の著作で度々名前が出るほか、誕生以来佐藤が桃子とコスプレした写真による年賀状を作成、関係者に送られていた。この年賀状については『孫と私の小さな歴史』として本にまとめられている（文藝春秋、2016年。のち文春文庫で『孫と私のケッタイな年賀状』で2019年に文庫化）。桃子は「青乎（あを）」名義で映像や楽曲の制作活動を行っているほか、本名名義で漫画家として祖母や佐藤家の日常を漫画・イラスト・エッセイで綴った『佐藤愛子の孫は今日も振り回される』（コスミック出版、2024年）を発表している[32]。

## 著書
出典: 

### 単著
- 『愛子』（現代社、1959年）のち角川文庫
- 『おさげとニキビ』（秋元書房、1962年）のち文庫
- 『愉快なやつ』（秋元書房、1963年）のち文庫
- 『ソクラテスの妻』（光風社、1963年）のち中公文庫
- 『美人の転校生』（秋元書房、1964年）のち文庫
- 『加納大尉夫人』（光風社、1965年）のち角川文庫
- 『まんなか娘』（秋元書房、1965年）のち文庫
- 『花はくれない―小説・佐藤紅緑』（講談社、1967年）のち文庫
- 『微笑みのうしろに』（集英社・コバルト・ブックス、1968年）のち文庫
- 『さて男性諸君』（立風書房、1968年）のち角川文庫
- 『忙しいダンディ』（講談社、1969年）のち角川文庫
- 『鼓笛隊物語』（潮出版社、1969年、新版2024年）
- 『青春はいじわる』（集英社（コバルト・メイツ）、1969年）のち文庫
- 『女の庭』（光風社書店、1969年）
- 『戦いすんで日が暮れて』（講談社、1969年）のち文庫
- 『母について―詩集』（詩宴社、1969年）

1970年代
- 『おしゃれ失格』（みゆき書房、1970年）
- 『ああ戦友』（文藝春秋、1970年）『束の間の夏の光よ』角川文庫、1980
- 『三十点の女房』（講談社、1970年）
- 『赤い夕日に照らされて』（講談社、1970年）
- 『その時がきた』（中央公論社、1971年）のち文庫
- 『愛子の小さな冒険』（文藝春秋、1971年）のち角川文庫
- 『ああ戦いの最中に』（講談社、1971年）「憤激の恋」角川文庫
- 『九回裏』（文藝春秋、1971年）のち角川文庫
- 『天気晴朗なれど』（読売新聞社、1971年）のち集英社文庫
- 『さよならのうしろに』（講談社、1971年）
- 『マッティと大ちゃん』（講談社、1971年）のち秋元書房
- 『アメリカ座に雨が降る』（講談社、1972年）のち角川文庫
- 『鎮魂歌』（文藝春秋、1972年）のち集英社文庫
- 『愛子の風俗まんだら』（朝日新聞社、1972年）「愛子の獅子奮迅」集英社文庫
- 『破れかぶれの幸福』（白馬出版、1972年）
- 『躁鬱旅行』（光文社・カッパ・ノベルス）、1972年）のち角川文庫
- 『赤鼻のキリスト』（光文社・カッパ・ノベルス、1972年）のち集英社文庫
- 『或るつばくろの話』（講談社、1973年）のち角川文庫
- 『黄昏の七つボタン』（講談社、1973年）のち文庫
- 『忙しい奥さん』（読売新聞社、1973年）のち角川文庫
- 『愛子のおんな大学』（講談社、1973年）のち文庫
- 『豚は天国へ行く』（広済堂出版（Kosaido blue books）、1973年）
- 『私のなかの男たち』（講談社、1974年）のち文庫
- 『女優万里子』（文藝春秋、1974年）のち集英社文庫
- 『丸裸のおはなし』（大和書房、1974年）のち集英社文庫
- 『ぼた餅のあと』（番町書房、1974年）のち角川文庫
- 『困ったなア』（集英社・コバルト・ブックス、1974年）
- 『坊主の花かんざし』（読売新聞社、1975年）のち集英社文庫
- 『父母の教え給いし歌』（文藝春秋、1975年）のち集英社文庫
- 『女の鼻息男の吐息』（立風書房、1975年）
- 『あなない盛衰記』（光文社、1975年）のち集英社文庫
- 『ただいま初恋中』（秋元文庫、1975年）
- 『続・坊主の花かんざし』3，4まで（読売新聞社、1976年）のち集英社文庫
- 『黄昏夫人』（実業之日本社、1976年）のち角川文庫
- 『悲しき恋の物語』（毎日新聞社、1976年）のち角川文庫
- 『一番淋しい空』（読売新聞社、1976年）のち角川文庫
- 『朝雨女のうでまくり』（文化出版局、1976年）のち角川文庫
- 『女の学校』（毎日新聞社、1977年）のち集英社文庫
- 『好きになっちゃった』（集英社文庫 花）、1977年）
- 『雨が降らねば天気はよい』（集英社文庫コバルト、1977年）
- 『娘と私の部屋』（立風書房、1977年）のち集英社文庫
- 『こんな幸福もある』（海竜社、1977年）のち角川文庫
- 『男の学校』（毎日新聞社、1978年）のち集英社文庫
- 『一天にわかにかき曇り』（文化出版局、1978年）のち角川文庫
- 『娘と私の時間』（集英社、1978年）のち文庫
- 『幸福の絵』（新潮社、1979年）のち集英社文庫

1980年代
- 『むつかしい世の中』（作品社、1980年）のち角川文庫
- 『枯れ木の枝ぶり』（文化出版局、1980年）のち角川文庫
- 『奮闘旅行』（光風社出版、1980年）「総統のセレナード」角川文庫
- 『娘と私のアホ旅行』（集英社、1980年）のち文庫
- 『女はおんな』（集英社、1981年）のち文庫
- 『愛子の百人斬り』（角川書店、1981年）
- 『こんないき方もある』（海竜社、1981年）のち角川文庫
- 『男友だちの部屋』（集英社、1981年）のち文庫
- 『愛子の日めくり総まくり』集英社文庫、1981
- 『愛子の新・女の格言』（角川書店、1982年）のち文庫
- 『娘と私の天中殺旅行』（集英社、1982年）のち文庫
- 『男はたいへん』（集英社、1982年）のち文庫
- 『こんな考え方もある』海竜社、1982　のち角川文庫
- 『躁病のバイキン』読売新聞社、1982　のち光文社文庫
- 『たいへんだア青春』集英社文庫 コバルトシリーズ 1982
- 『こちら2年A組』みつはしちかこ絵 秋元ジュニア文庫 1982
- 『女の怒り方 その習性その触覚その性癖』（青春出版社、1982年）のち集英社文庫
- 『花はいろいろ』（集英社、1983年）「花は六十」文庫
- 『男たちの肖像』（集英社、1983年）のち文庫
- 『日当りの椅子』文化出版局、1983　のち角川文庫、PHP文庫
- 『古川柳ひとりよがり』（読売新聞社、1984年）のち集英社文庫
- 『スニヨンの一生』（文藝春秋、1984年）のち文庫
- 『人生・男・女 愛子のつぶやき370』文化出版局、1984
- 『うらら町字ウララ』（新潮社、1984年）「ウララ町のうららかな日」文庫
- 『ミチルとチルチル』（中央公論社、1984年）のち文庫
- 『老兵は死なず』（読売新聞社、1985年）のち角川文庫、PHP文庫
- 『マドリッドの春の雨』（角川書店、1985年）のち文庫
- 『男と女のしあわせ関係』（青春出版社、1985年）のち集英社文庫
- 『バラの木にバラの花咲く』（集英社、1985年）のち文庫
- 『幸福という名の武器』（海竜社、1985年）のち集英社文庫
- 『幸福の終列車』光文社文庫、1985
- 『虹が…』（角川書店、1986年）のち文庫
- 『娘と私のただ今のご意見』（集英社、1986年）のち文庫
- 『ひとりぽっちの鳩ポッポ』（読売新聞社、1986年）のち集英社文庫
- 『夕やけ小やけでまだ日は暮れぬ』（実業之日本社、1987年）のち角川文庫
- 『こんな暮らし方もある』（海竜社、1987年）のち角川文庫
- 『今どきの娘ども』（集英社、1987年）のち文庫
- 『こんなふうに死にたい』新潮社、1987年）のち文庫
- 『耳の中の声』（中央公論社、1988年）のち文庫
- 『さんざんな男たち女たち 憤怒のぬかるみ』青春出版社、1988年）のち集英社文庫
- 『窓は茜色』（中央公論社、1988年）のち文庫
- 『夢かと思えば　エッセイ集』（立風書房、1988年）
- 『凪の光景』（朝日新聞社、1988年）のち集英社文庫
- 『こんな女でなくっちゃ 好きになったら別れるまで』（青春出版社、1989年）「こんな女もいる」角川文庫

1990年代
- 『淑女失格 私の履歴書』（日本経済新聞社、1990年）のち集英社文庫
- 『人生って何なんだ!』（中央公論社、1990年）のち集英社文庫
- 『こんな老い方もある』（海竜社、1990年）のち角川文庫
- 『ヴァージン』（実業之日本社、1991年）のち角川文庫
- 『マリアの恋』（中央公論社、1991年）
- 『何がおかしい』角川文庫、1991
- 『上機嫌の本』（PHP研究所、1992年）のち文庫
- 『神さまのお恵み』（PHP研究所、1992年）
- 『メッタ斬りの歌』集英社文庫、1992
- 『死ぬための生き方』（海竜社、1993年）のち集英社文庫
- 『自讃ユーモア短篇集』集英社 1993 のち文庫
- 『我が老後』（文藝春秋、1993年）のち文庫
- 『娘と私と娘のムスメ』（学習研究社、1994年）のち集英社文庫
- 『戦いやまず日は西に』（海竜社、1995年）のち集英社文庫
- 『なんでこうなるの　我が老後』（文藝春秋、1995年）のち文庫
- 『虹は消えた』（角川書店、1995年）のち文庫
- 『結構なファミリー』（日本放送出版協会、1996年）のち集英社文庫
- 『幸福の里』読売新聞社、1997年）「幸福のかたち」ハルキ文庫
- 『風の行方』（毎日新聞社、1997年）のち集英社文庫
- 『だからこうなるの　我が老後』（文藝春秋、1997年）のち文庫
- 『不運は面白い幸福は退屈だ 人間についての断章327』（海竜社、1999年）のち集英社文庫

編集者が以前の著書50冊以上から箴言らしき言葉を選んだ。巻末年譜、続刊もある。
2000年代
- 『そして、こうなった　我が老後』（文藝春秋、2000年）のち文庫
- 『老残のたしなみ 日々是上機嫌』（集英社、2000年）のち文庫
- 『不敵雑記　たしなみなし』（集英社、2001年）
- 『血脈』文藝春秋、2001　のち文庫
- 『犬たちへの詫び状』（PHP研究所、2001年）のち文春文庫
- 『私の遺言』（新潮社、2002年）のち文庫
- 『これが佐藤愛子だ 自讃ユーモアエッセイ集』全4巻 集英社 2002　のち文庫
- 『それからどうなる　我が老後』（文藝春秋、2004年）のち文庫
- 『冥途のお客』（光文社、2004年）のち文春文庫
- 『日本人の一大事』（海竜社、2004年）のち集英社文庫
- 『『血脈』と私』（文藝春秋、2005年）「佐藤家の人びと 「血脈」と私」文庫
- 『冥途のお客 夢か現か、現か夢か』（光文社、2005年）
- 『まだ生きている　我が老後』（文藝春秋、2006年）のち文庫、リベラル社
- 『今は昔のこんなこと』文春新書、2007　のち文庫
- 『老い力』海竜社、2007　のち文春文庫、リベラル社
- 『こんなことでよろしいか 老兵の進軍ラッパ』集英社 2008　のち文春文庫
- 『わが孫育て』文藝春秋 2008　のち文庫
- 『院長の恋』（2009年、文藝春秋）のち文庫
- 『女の背ぼね』海竜社 2009 のち文春文庫、リベラル社
- 『樂天道』海竜社 2009　のち文春文庫

2010年代
- 『老兵の消燈ラッパ』文藝春秋 2010年、のち文庫
- 『お徳用　愛子の詰め合わせ』文藝春秋、2011年、文春文庫　2013年
- 『これでおしまい 我が老後』文藝春秋 2011年、のち文庫
- 『ああ面白かったと言って死にたい 佐藤愛子の箴言集』海竜社 2012
- 『かくて老兵は消えてゆく』文藝春秋 2013
- 『幸福とは何ぞや 佐藤愛子の箴言』海竜社 2013
- 『晩鐘』文藝春秋、2014年（モデル：田畑麦彦）
- 『佐藤愛子の箴言集2 そもそもこの世を生きるとは』海竜社 2014、のちリベラル社
- 『九十歳。何がめでたい』小学館、2016年、のち小学館文庫
- 『佐藤愛子の役に立たない人生相談』ポプラ社、2016年、ポプラ文庫、2021年
- 『それでもこの世は悪くなかった』文藝春秋、2017年
- 『役に立たない人生相談2　好きなようにやればいい。』ポプラ社、2018年
- 『人生は美しいことだけ憶えていればいい』PHP研究所、2019年
- 『気がつけば、終着駅』中央公論新社、2019年、中公文庫、2024年

2020年代
- 『何がおかしい 新装版』中央公論新社、2020年11月。ISBN 978-4-12-005354-2。角川文庫1991年刊の抜粋版。
- 『冥界からの電話』新潮社〈新潮文庫〉、2021年7月。ISBN 978-4-10-106414-7。
- 『九十歳。何がめでたい 増補版』小学館〈小学館文庫〉、2021年8月。ISBN 978-4-09-406766-8。エッセイ、対談等を加えて文庫化。
- 『九十八歳。戦いやまず日は暮れず』小学館、2021年8月。ISBN 978-4-09-396552-1。
- 『愛子の格言 新装版』中央公論新社、2021年11月。ISBN 978-4-12-005475-4。角川文庫1989年刊「愛子の新・女の格言」の加筆修正版。
- 『凪の光景』文藝春秋、2022年1月。ISBN 978-4-16-791818-7。
- 『風の行方(上下)』文藝春秋、2022年6月。
- 『思い出の屑籠』中央公論新社、2023年11月10日。ISBN 978-4-12-005708-3。
- 『百歳もヘチマもあるものか。』（2024年9月、プレジデント社）
- 『老いはヤケクソ』（2025年1月、リベラル社）
- 『百一歳。終着駅のその先へ』中央公論新社、2025年3月7日。ISBN 978-4-12-005889-9。
- 『日めくり　佐藤愛子の幸福とは何ぞや』（2025年4月、中央公論新社）

### 共著編
- 『男の結び目』（田辺聖子と共著） 大和書房、1975、のち集英社文庫
- 『日本の名随筆 82 占』編 作品社 1989
- 『冬子の兵法愛子の忍法』（上坂冬子と共著）海竜社、2001年、のち文春文庫
- 『あの世の話』江原啓之共著 青春出版社 1998　のち文春文庫
- 『愛子とピーコの「あの世とこの世」』（文藝春秋、2008年）
- 『人生論 あなたは酢ダコが好きか嫌いか　女二人の手紙のやりとり』（小島慶子と共著）小学館、2020
- 『はからずも人生論　往復書簡集』（小島慶子と）小学館文庫、2025
- 『佐藤愛子の世界　完全保存版』「文春ムック」文藝春秋、2021、新編「愛子戦記　佐藤愛子の世界」文春文庫 2023

## テレビ番組
- 第20回NHK紅白歌合戦（1969年12月31日、NHK総合・ラジオ第1） - 審査員
- すばらしき仲間（中部日本放送制作・TBS系列、遠藤周作と北杜夫と共演）
- ポーラテレビ小説 愛子（TBS系列、特別出演）
- 佐藤愛子のがんばり人生（1970年代、STV） - 北海道電力の一社提供。